# Нуртдінов Руслан Наїльович
Руслан Наїльович Нуртдінов (рос. Руслан Наильевич Нуртдинов; 30 березня 1980, м. Уфа, СРСР) — російський хокеїст, лівий нападник. Виступає за «Сєвєрсталь» (Череповець) у Континентальній хокейній лізі. 
Вихованець хокейної школи «Салават Юлаєв» (Уфа). Виступав за «Салават Юлаєв» (Уфа), СКА (Санкт-Петербург), «Сєвєрсталь» (Череповець), «Ак Барс» (Казань), «Металург» (Магнітогорськ), «Амур» (Хабаровськ). 
У складі національної збірної Росії учасник EHT 2003 і 2004.
Досягнення
- Чемпіон Росії (2007, 2008), срібний призер (2003), бронзовий призер (2004, 2006)
- Володар Кубка Шпенглера (2005).